# سرية سعد بن أبي وقاص
سرية سعد بن أبي وقاص أو سرية الخرّار، ثالث السرايا التي أرسلها رسول الله محمد بن عبد الله إلى الخرار، وذلك في ذي القعدة على رأس تسعة أشهر من الهجرة إلى المدينة المنورة، وعقد له لواء أبيض حمله المقداد بن عمرو، وبعثه في عشرين رجلاً من المهاجرين يعترض لعير قريش تمر به وعهد إليه أن لا يجاوز الخرّار (وهي تقع بين الجحفة ومكة، عن يسار المحجة قريب من خم).

## أحادث السرية
قال سعد بن أبي وقاص: فخرجنا على أقدامنا فكنا نكمن النهار ونسير الليل حتى صبحناها صبح خمس فنجد العير قد مرت بالأمس فانصرفنا إلى المدينة.